# Adama maculithorax
Adama maculithorax är en insektsart som beskrevs av Jacobi 1910. Adama maculithorax ingår i släktet Adama och familjen dvärgstritar. Inga underarter finns listade i Catalogue of Life.